# Vāju
Vāju či Vatu, středopersky Wāy, je perský bůh větru, války a smrti. Jeho nejbližším protějškem je védský bůh větru a války Váju. Ve středoperských textech je rozdělen na dvě božstva – dobrého a zlého Wāye. V avestánštině se objevují dva výrazy pro vítr, vzduch či povětří a to vāju a vāta, zatímco první je vlastním jménem božstva, tak druhé může být i obecným jménem. Slovo vāju vychází z praindoevropského kořene h2weh1 „vanout“.

## Popis
V Jaštu 15 je popisován přívlastky, která převážně odrážejí jeho válečnický charakter: je silný, rychlý, široké hrudi, vysoko kráčející, vybavený zlatou helmou, rouchem a pásem, ostrým kopím udělujícím prudké údery a je válečníkem na voze se zlatými koly. To potvrzuje Bundahišn, kosmologická encyklopedie převážně z 8. a 9. století, která jej označuje za boha třídy šlechticů-válečníků bojujících z vozu zvané artēštārān. Podle Vendīdādu, Njājišnu a Aogemadaēčā je také bohem smrti, v pozdějších textech jako Dobrý Vāyu odnáší pravověrné duše do nebe, zatímco zlý Vāyu je ztototožněn s démonem smrti Astwihādem.
Vāju někdy také vykazuje určitý univerzální charakter a stojí jak nad Ahurou Mazdou tak nad Angru Mainjuem. Podle Henrika Samuela Nyberga to může být stopa určitého místního kultu, který ho uctíval jako nejvyšší božstvo. Podle Jaana Puhvela se v íránském náboženství zachoval prvotní primát Vājua/Vájua oproti Verethragnovi/Indrovi, který byl ve védské Indii převrácen, objevuje se však v Mahábháratě kde též Váju stojí na Indrou. Ve středoperských textech se objevuje motiv prvotního stavu kdy existoval nekonečný prostor (Vāju) a nekonečný čas (Zruwan). Podle Bundahišnu existovala na počátku mezi Ohrmazdem - Ahura Mazdou a Ahremanem – Angru Mainjuem Prázdnota – Wāy, která pomohla Ahura Mazdovi se stvořením.